# Shanshu
Shanshu (kinesiska: 杉树乡, 杉树) är en socken i Kina. Den ligger i provinsen Sichuan, i den sydvästra delen av landet, omkring 430 kilometer söder om provinshuvudstaden Chengdu. Antalet invånare är 3 175. Befolkningen består av 1 578 kvinnor och 1 597 män. Barn under 15 år utgör 30 %, vuxna 15-64 år 63 %, och äldre över 65 år 5,0 %.
Genomsnittlig årsnederbörd är 1 047 millimeter. Den regnigaste månaden är juli, med i genomsnitt 266 mm nederbörd, och den torraste är januari, med 4 mm nederbörd.